# Nedo Xavier
Valdonedo da Silva Xavier, mais conhecido como Nêdo ou Nedo Xavier (Curitiba, 15 de outubro de 1952) é um treinador e ex-futebolista brasileiro, que atuava como zagueiro ou volante. Atualmente está no Boa Esporte.

## Títulos

### Como treinador
Ituiutaba
- Campeonato Mineiro - Módulo II: 2011

### Como auxiliar-técnico
Coritiba
- Campeonato Paranaense: 1999

Atlético-MG
- Campeonato Mineiro: 2000

## Campanhas de destaque

### Como treinador
Atlético-MG
- Copa Mercosul: 2000 (3º colocado)

Ituiutaba
- Campeonato Mineiro: 2007 (3º colocado — Campeão do Interior) e 2008 (3º colocado — Campeão do Interior)
- Série C: 2010 (vice-campeão)

Fortaleza
- Campeonato Cearense: 2012 (vice-campeão)

## Prêmios individuais
Fortaleza
- Melhor técnico do Campeonato Cearense de Futebol de 2012.